# Mike Easley
Michael Francis (Mike) Easley (født 23. marts 1950) er en amerikansk politiker for det demokratiske parti. Han var guvernør i delstaten North Carolina i perioden 6. januar 2001 – 10. januar 2009, hvorefter han blev afløst af Bev Perdue.